# برنس أمبونساه
برنس أمبونساه (بالإنجليزية: Prince Amponsah)‏ هو لاعب كرة قدم غاني، ولد في 29 ديسمبر 1996 في أكرا في غانا. لعب مع Angthong F.C. ‏.

## وصلات خارجية
- برنس أمبونساه على موقع قاعدة بيانات كرة القدم.إي يو (الإنجليزية)
- برنس أمبونساه على موقع Soccerway.com (الإنجليزية)
- برنس أمبونساه على موقع عالم كرة القدم.نت (الإنجليزية)